# Deux Flics à Downtown
Pour plus de détails, voir Fiche technique et Distribution.
Deux Flics à Downtown (Downtown) est un film américain réalisé par Richard Benjamin, sorti en 1990.

## Synopsis
À Philadelphie, Alex Kearney, jeune recrue de la police, prend un jour en chasse un homme influent et richissime, et lui colle une contravention pour excès de vitesse. Pour cela, il est muté à Diamond Street, dans l'un des quartiers les plus mal famés de la ville, Downtown, où il va devoir faire équipe avec un autre policier, Dennis Curren. Dès qu'il arrive à son nouveau lieu de travail, il se retrouve au milieu d'une fusillade entre les agents du poste et des bandits.

## Fiche technique
- Titre : Deux Flics à Downtown
- Titre original : Downtown
- Réalisation : Richard Benjamin
- Scénario : Nat Mauldin
- Production : Charles H. Maguire
  - Producteur délégué : Gale Anne Hurd
- Société de production : Twentieth Century-Fox Film Corporation
- Musique : Alan Silvestri
- Photographie : Richard H. Kline
- Montage : Jacqueline Cambas et Brian L. Chambers
- Décors : Charles Rosen
- Costumes : Daniel Paredes
- Distribution : États-Unis et France : Twentieth Century Fox
- Pays :  États-Unis
- Lieux de tournage : 
  -  Pennsylvanie : Philadelphie
  -  Californie : San Pedro, Los Angeles
- Genre : Comédie dramatique, Action et policier
- Durée : 91 minutes
- Format : Couleur (DeLuxe) - Son : Dolby - 1,85:1 - Format 35 mm
- Budget :
- Dates de sortie : 
  - États-Unis : 12 janvier 1990
  - France : 23 mai 1990

## Distribution
- Anthony Edwards (VF : Jean-François Vlérick) : Alex Kearney
- Forest Whitaker (VF : Emmanuel Jacomy) : Dennis Curren
- Penelope Ann Miller (VF : Brigitte Berges) : Lori Mitchell
- Joe Pantoliano : White
- David Clennon (VF : Hervé Bellon) : Jérome Sweet
- Art Evans (VF : Jean-Claude Sachot) : Henry Coleman
- Rick Aiello (VF : Jacques Frantz) : Mickey Witlin
- Roger Aaron Brown : Lieutenant Sam Parral
- Ron Canada : Lowell Harris
- Wanda De Jesus : Luisa Diaz
- Francis X. McCarthy : Inspecteur Ben Glass
- Kimberly Scott : Christine Curren
- Ryan McWhorter : Ephraim Cain
- Danuel Pipoly : Skip Markowitz
- Mike Pniewski : l'homme au fusil

Source du doublage : RS-Doublage